# Euxoa aquilina
Espèce
Euxoa aquilina, la Noctuelle aquiline, est une espèce de lépidoptères (papillons) de la famille des Noctuidae (papillons de nuit), originaire du bassin méditerranéen.

## Taxonomie

### Synonymes
Selon Funet :
- Noctua aquilina Denis & Schiffermüller, 1775
- Euxoa distaxis Boursin, 1928
- Euxoa titschacki Corti, 1930
- Noctua fictilis Hübner, 1813
- Noctua unicolor Hübner, 1813
- Euxoa schwingenschussi Corti, 1926
- Euxoa actinea Kozhanchikov, 1929
- Euxoa quassa Corti, 1931
- Euxoa aquilina var. rabiosa Corti, 1931
- Euxoa terrestris Corti, 1931
- Euxoa punctifera Corti, 1931
- Euxoa rangnowi Corti, 1932
- Euxoa aquilina var. schawerdae Boursin, 1934
- Agrotis uniformis Rougemont, 1902
- Agrotis petrina Mayer, 1937
- Agrotis tritici var. falleri Schawerda, 1927
- Euxoa vinosa Schawerda, 1930

### Liste des sous-espèces
Selon Catalogue of Life (7 sept. 2013) :
- sous-espèce Euxoa aquilina actinea Kozhanchikov, 1934
- sous-espèce Euxoa aquilina falleri Schawerda, 1927
- sous-espèce Euxoa aquilina obeliscata Wagner, 1929
- sous-espèce Euxoa aquilina rabiosa Corti, 1931
- sous-espèce Euxoa aquilina rangnowi Corti, 1932
- sous-espèce Euxoa aquilina schwingenschussi Corti, 1926
- sous-espèce Euxoa aquilina titschacki Corti, 1930